# Filipp Kharin
Filipp Mikhaylovich Kharin (tiếng Nga: Филипп Михайлович Харин; sinh ngày 26 tháng 9 năm 1996) là một cầu thủ bóng đá người Nga. Anh thi đấu cho F.K. Torpedo Vladimir.

## Sự nghiệp câu lạc bộ
Anh có màn ra mắt tại Giải bóng đá chuyên nghiệp quốc gia Nga cho FC Domodedovo Moskva vào ngày 11 tháng 8 năm 2016 trong trận đấu với FSK Dolgoprudny.

## Cá nhân
Anh là con trai của Mikhail Kharin và a nephew of Dmitri Kharine.